# Renault TRM 10.000
Per molti anni il Berliet GBU 15 6x6 da 6t. è stato l'autocarro pesante standard francese, ma ad un certo punto anche questo veicolo ha avuto bisogno di un sostituto.
A partire dalla metà degli anni ottanta, il principale autocarro francese pesante è diventato così il Renault TRM 10.000, un mezzo utilizzato per vari compiti, come il trasporto dei cannoni TR da 155mm dell'artiglieria campale e altri carichi, vista la sua capacità di trasportare su terreno vario 10 ton. teoriche, 12,6 massime.
In verità, questo mezzo costruito da Renault ha una storia complessa perché è il derivato del Berliet GBD, messo in commercio come Renault TRM 9000 ma non adottato dall'esercito d'oltralpe. In compenso ne vennero prodotti oltre 3.000 per l'export, la metà dei quali finita in Marocco.

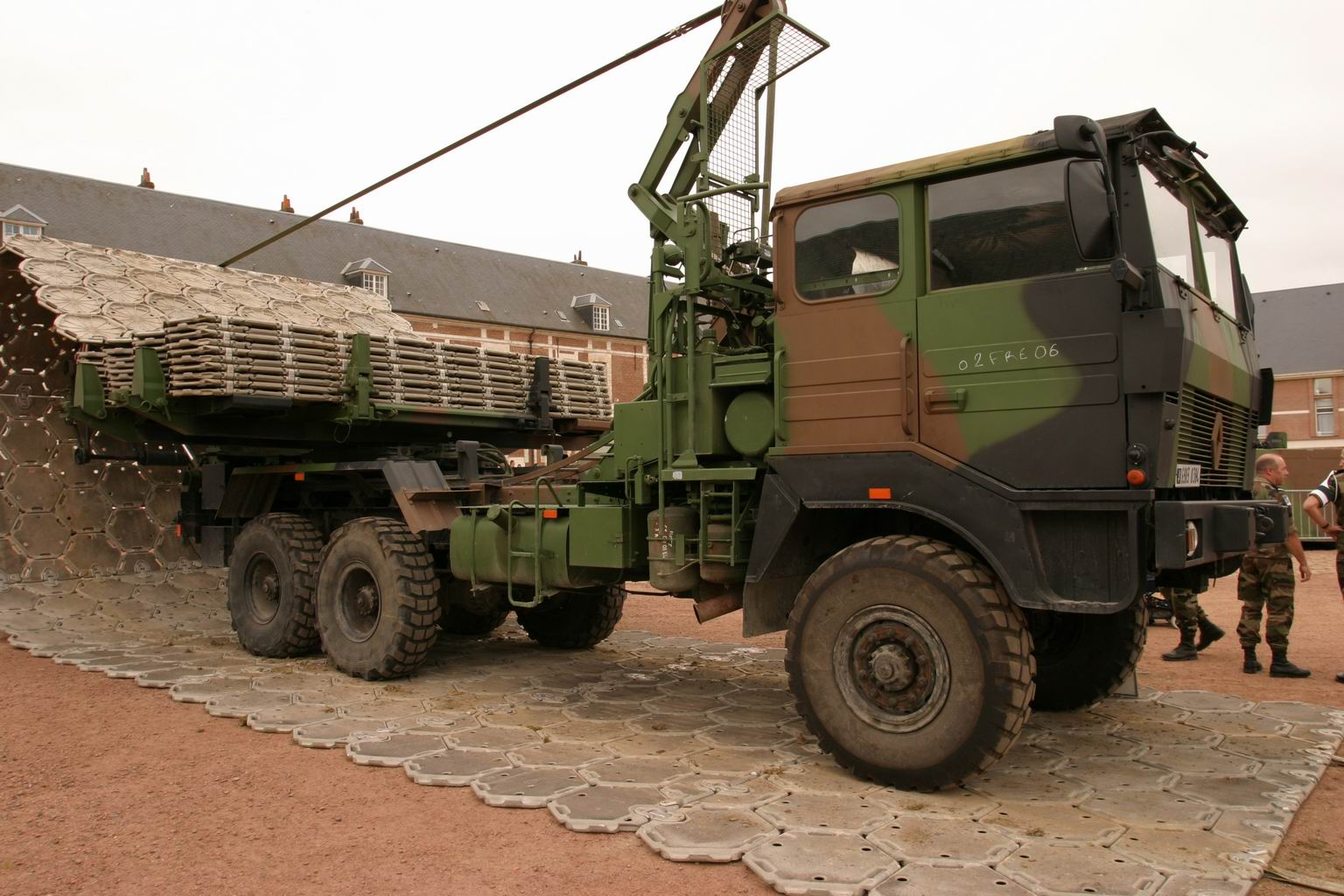
Altra versione del TRM 10000

Il Renault TRM 10.000 ha quindi ancora la discendenza Berliet, visto che rispetto al TRM 9000 ha solo poche modifiche che comprendono una leggera capacità di incremento del carico utile da 9t. a 10t., un sistema di trasmissione diverso, una maggiore lunghezza. L'autonomia è una delle migliori della categoria.
La cabina del mezzo è di tipo 'moderno', con forma squadrata, ribaltabile in avanti per ispezionare il motore sottostante. Il cambio è manuale, con 9 marce avanti e 1 indietro. Il comparto trasporto ha copertura in tela e può ospitare se necessario 24 uomini in sedili appositi. Le opzioni sono varie, in termini di equipaggiamento; cambio automatico, verricello, postazione per mitragliatrice da 12,7mm.
Oltre 5000 mezzi costruiti dal 1994 per le sole esigenze dell'Esercito francese, che così ha rinnovato il suo parco automezzi pesanti. Uno dei compiti è il traino dei cannoni TR da 155mm di nuova produzione, assai più pesanti e potenti dei tipi precedenti.